# Isachne gracilis
Isachne gracilis är en gräsart som beskrevs av Charles Edward Hubbard. Isachne gracilis ingår i släktet Isachne och familjen gräs. Inga underarter finns listade i Catalogue of Life.